# Écrinsmassief
Het Écrinsmassief of Pelvouxmassief is een bergmassief in de Franse Alpen. Het massief wordt begrensd door de dalen van de Romanche in het noorden, de Drac (Champsaur) in het westen, de Durance (het Val Briançonnais) in het oosten en zuiden en de Guisane in het noordoosten. Het massief is het zuidelijkste massief in de Alpen met toppen boven de 4000 m.
Het massief ligt in het Nationaal park Écrins in de departementen Isère en Hautes-Alpes.

## Geschiedenis
Tot in de negentiende eeuw dacht men dat de Mont Pelvoux de hoogste berg van het massief was. De Mont Pelvoux vormt een imposante berg, bijna een massief op zichzelf, waardoor hij – gezien van het dal van de Durance – een groot deel van de andere toppen in het massief, onder meer de Barre des Écrins, aan het zicht onttrekt. Tot 1792 (annexatie van Savoye) lag de hoogste berg van Frankrijk in het Pelvouxmassief. Op dit moment ging men ervan uit dat de Mont Pelvoux de hoogste berg van het massief en dus van Frankrijk was. Het in 1790 opgerichte departement waarin dit zogezegd hoogste punt lag, kreeg de naam "Hoge Alpen". Na de annexatie van Savoye en dus ook de Mont-Blanc in 1792 werd de naam van het departement niet meer gewijzigd.
In 1893 werd de naam van de gemeente "La Pisse" gewijzigd naar de huidige naam "Pelvoux".

### Naam
Voor de ontwikkeling van het alpinisme en de cartografie (Cassinikaart), was de structuur van het massief slecht gekend door de grootte en de complexiteit van het massief. Wanneer het alpinisme zich ging ontwikkelen, werd "Massif de l'Oisans" een naam die lange tijd in gebruik bleef. Het is immers vanuit de Oisansvallei (La Grave, Saint-Christophe-en-Oisans, la Bérarde) dat de beklimmingen naar de meest bekende toppen startten. Na verloop van tijd ging de term ook verwijzen naar de andere, zuidelijker gelegen valleien van het massief vanwege hun nabijheid en overeenkomsten.
Opvallend is het ontstaan van de concurrerende naam "Pelvoux", verwijzend naar de gelijknamige top in het oostelijke deel van het massief (rondom de stad Briançon), waarvan lang gedacht werd dat deze de hoogste van het massief was. Nadat er een staatspark (parc domanial) werd opgericht werd de naam "Pelvouxmassief" meer en meer gebruikt. De onduidelijkheid met betrekking tot de naam van het massief bleef lange tijd duren, waarbij beide namen (Oisans en Pelvoux) gebruikt werden. In 1880 trachtten de alpinisten Henry Duhamel en William Auguste Coolidge een oplossing te brengen met een nieuwe naam: Massif du Haut-Dauphiné. De grenzen van het massief werden echter niet duidelijk omschreven. Ook de naam Massif de la Meije dook soms op; hierbij enkel verwijzend naar het noordelijke deel van het Écrinsmassief.
Pas bij de oprichting van het Nationaal park Écrins in 1973 ontstond er eensgezindheid over een naam.

## Bergtoppen boven de 3000 m
- Barre des Écrins 4102 m
- La Meije 3983 m
- Ailefroide 3954 m
- Mont Pelvoux 3946 m
- Pic Sans Nom 3913 m
- Pic Gaspard 3883 m
- Le Râteau 3809 m
- Pic Coolidge 3774 m
- La Grande Ruine 3765 m
- Roche Forio 3730 m
- Les Bans 3669 m
- Les Agneaux 3663 m
- Pic de la Grave 3628 m
- Pic de Neige Cordier 3618 m
- Aiguille du Plat de la Selle 3597 m
- Les Rouies 3589 m
- Olan 3564 m
- La Plaret 3564 m
- Tête de l'Etret 3559 m
- Tête de Gandoliere 3544 m
- L'Encoula 3533 m
- Pointe des Arcas 3478 m
- Roche de la Muzelle 3465 m
- Pointe Guyard 3460 m
- Tête des Fétoules 3459 m
- Le Sirac 3440 m
- Tête du Rouget 3435 m
- Pic de Says 3421 m
- Grande Aiguille de la Bérarde 3419 m
- Aiguille des Arias 3403 m
- Pointe de l'Aiglière 3308 m
- Pointe Swan 3294 m
- Le Jandri 3288 m
- Tetes des Soulaures 3242 m
- Pointe de Rougnoux 3179 m
- Têtes des Vautisse 3156 m
- Pic Combeynot 3155 m
- Aiguille Dibona 3130 m
- Le Vieux Chaillol 3167 m
- Pic des Souffles 3098 m
- Tête de Dormillouse 3084 m
- Pointe des Estaris 3080 m
- Le Rochail 3023 m

## Natuur
Het massief ligt voor een groot deel in het Nationaal Park les Écrins. Het park trekt veel toeristen die komen bergwandelen of bergklimmen.

## Skiplaatsen
De delen van het massief die niet beschermd zijn door het nationaal park, worden gebruikt voor de wintersport. Een aantal wintersportdorpen in het gebied zijn:
- l'Alpe du Grand-Serre
- Les Deux Alpes
- la Grave
- le col d'Ornon
- Vénosc
- Villard-Reculas